# Synedoida garthi
Synedoida garthi är en fjärilsart som beskrevs av Richards 1939. Synedoida garthi ingår i släktet Synedoida och familjen nattflyn. Inga underarter finns listade i Catalogue of Life.